# Стронач, Тэми
Тама́ра «Тэ́ми» Стро́нач (англ. Tamara "Tami" Stronach; 31 июля 1972, Тегеран, Иран) — израильско[уточнить]-американская актриса, хореограф и танцовщица.

## Биография
Тамара Стронач родилась 31 июля 1972 года в Тегеране (Иран), став вторым ребёнком в семье археологов Дэвида и Рут (в девичестве Ваадья) Стронач.
Тэми снималась в кино 24 года, в 1984—2008 годах, и за это время она сыграла в двух фильмах. Один из них: фэнтези «Бесконечная история». Также Стронач с детства занимается танцами и является хореографом.
С 30 апреля 2010 года Тэми замужем за Грегом Стайнбрунером. У супругов есть дочь — Майя Стайнбрунер (род. в январе 2011).